# 윤시선
윤시선(尹時善, 1898년 5월 30일 ~ ?)은 일제강점기와 대한민국의 서양화가이다. 일제 강점기의 대표적인 여성 서양화가의 한 사람이었다. 개화파 정치인 윤치오의 장녀이며 윤치영의 조카딸이다. 서울대학교 총장을 지낸 윤일선의 여동생이며 윤명선, 윤왕선, 윤승선 등과 남매간이다. 대통령 윤보선의 사촌 여동생이다. 본관은 해평.
일본 유학 후 귀국, 서양화가로 활동했으며 해방 후에도 화가로 활동했지만 1950년 6.25 전쟁 중 가족과 함께 납북되었다. 이후의 행적은 알 수 없다.

## 생애
대한제국 말기의 관료 윤치오와 그의 첫 부인 이숙경(李淑卿)의 딸로 태어났다. 한국의 병리학, 해부학의 선구자이며 서울대학교의 의대 교수와 부총장, 총장을 역임한 윤일선은 그의 친 오빠였다. 후일 서울특별시장과 대한민국 4대 대통령을 지낸 윤보선은 사촌 오빠였고, 그와 동갑이며 3개월 일찍 태어난 윤치영은 그의 삼촌이 된다. 도쿄미술학교 출신의 화가로 일본으로 유학하여 도쿄여자미술학교에서 서양화를 전공하였다. 
1922년 결혼을 위해 일시 귀국하였다. 1922년 4월 25일 경성부 중구 명치정 천주교회에서 독립운동가 민원식(閔瑗植)과 결혼하였다. (자치론자 정암 민원식(閔元植)과는 다른 사람이다.) 시누이인 여흥 민씨가 삼촌 윤치소의 아들 윤보선과 결혼하였므로, 남편 민원식은 윤시선의 사촌오빠인 윤보선과 각각 처남, 매부 사이이기도 하다. 남편 민원식은 민영철의 셋째 아들인데, 민영철은 명성황후의 친정 조카뻘이자, 민영환의 6촌 동생이 된다. 개인의 결혼식이었으나 그의 집안이 당대의 명사들이 많아, 그의 결혼식이 동아일보에 특별히 호외로 보도되기도 했다.
1928년 3월 여자미술학교를 졸업, 귀국 후 그해 5월 제7회 조선미술회전람회 제3부 사군자특선에 입선하였다.
6월 6일에는 조선미술전람회 2부 서양화 편에, 그의 그림 인형이 특선에 올랐다.
1950년 제2회 대한민국미술전람회에서 대통령상을 수상했다.
1950년 6월 한국전쟁 도중 서울에 있다가 남편 민원식 등과 함께 납북됐다. 이후의 행적은 알 려진 것이 없다.

## 수상 경력
- 제7회 조선미술회전람회 사군자특선
- 1950년 제2회 대한민국미술전람회 대통령상

## 가족 관계
- 조부: 윤영렬(尹英烈, 1854년 4월 15일 - 1939년 11월 4일)
- 조모: 한진숙(韓鎭淑, 1851년 ~ 1938년 2월 18일)
- 부친: 윤치오(尹致昭, 1869년 9월 10일 ~ 1950년 12월 22일)
- 모친: 이숙경 (李淑卿, 1869년 8월 14일 ~ 1909년 1월 25일)
  - 오빠: 윤일선 (尹日善, 1896년 10월 5일 - 1987년 6월 22일), 의학박사, 서울대학교 총장
  - 남동생: 윤명선(尹明善, 1900년 9월 1일 - 1946년 2월 11일)
  - 남동생: 윤왕선(尹旺善, 1902년 1월 - 1926년 8월 20일)
  - 남동생: 윤승선(尹昇善, 1904년 8월 7일 - 1966년 7월 20일)
  - 여동생: 윤환선(尹晥善)
  - 여동생: 윤정선(尹晶善, 1908년 7월 8일 - ? )
- 숙부 : 윤치소(尹致瑛, 1871년 8월 25일- 1944년 2월 20일)
  - 사촌오빠: 前 대통령 윤보선(尹潽善, 1897년 8월 26일 ~ 1990년 7월 18일)
- 당숙 : 윤치호(尹致昊, 1864년 음력12월 26일~ 1945년 12월 6일)

- 남편 : 민원식(閔援植), 김규식의 비서, 1950년 납북
  - 아들 : 민병욱
  - 아들 : 민병창
  - 아들 : 민병정

## 같이 보기
- 민원식
- 나혜석
- 윤일선
- 민영환